# Gerd Albrecht

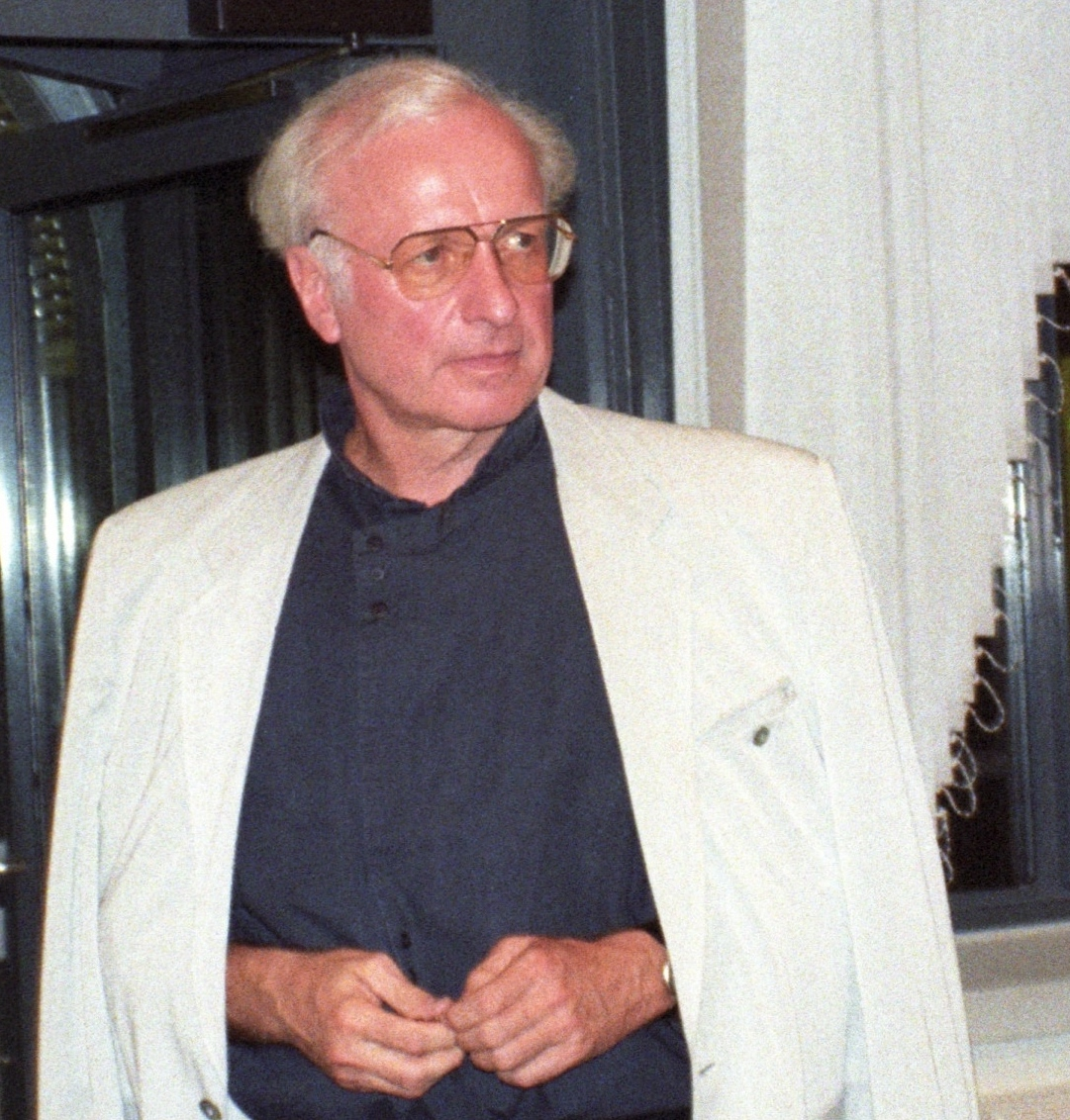
Gerd Albrecht in Hamburg, 1996

Gerd Albrecht (Essen (Noordrijn-Westfalen), 19 juli 1935 – Berlijn, 2 februari 2014) was een Duits dirigent.

## Biografie
De vader van Gerd Albrecht, Hans, was een bekend musicoloog.  Gerd studeerde muziek in Hamburg en Kiel. Op 22-jarige leeftijd won hij de eerste prijs in het internationaal concours van Besançon voor jonge dirigenten (in 2012 had hij zelf de muzikale leiding van dat concours).
Hij begon als dirigent in Lübeck, daarna in Kassel en in 1972 werd hij chefdirigent aan de Deutsche Oper in Berlijn. Hij werd later muzikaal directeur bij het Tonhalle Orchester Zürich. Tussen 1988 en 1997 was hij de algemene muzikale directeur van de Hamburgische Staatsoper en chefdirigent van het filharmonisch orkest van Hamburg.
Albrecht werd de eerste buitenlandse leider van het Tsjechisch Filharmonisch Orkest, een post die hij van 1993 tot 1996 bekleedde. Het waren de muzikanten van het orkest zelf die hem als hun nieuwe leider kozen. Hij nam er ontslag na een dispuut met politieke achtergrond. Vele Tsjechen konden niet aanvaarden dat een buitenlander, en in het bijzonder een Duitser, hun nationaal orkest kwam leiden. Albrecht zelf klaagde dat hij te weinig steun kreeg van de Tsjechische leiders en beweerde slachtoffer te zijn van de sluimerende anti-Duitse stemming in Tsjechië.
Albrecht was later ook chef van het Yomiuri Nippon Symphony Orchestra in Tokio (1997-2007) en het Deens Radio Symfonieorkest in Kopenhagen (2000-2004).
Albrecht deed bijzondere inspanningen om kinderen voor klassieke muziek te interesseren. Hij stichtte in Hamburg het "Klingende Museum", met instrumenten die men mocht bespelen. Er was ook een bus die met instrumenten naar scholen, festivals en andere evenementen reed. Hij dirigeerde ook regelmatig jeugdorkesten.
Albrecht was een promotor van de nieuwe of volgens hem onterecht vergeten muziek van componisten zoals Aribert Reimann en György Ligeti. Hij brak ook een lans voor componisten waarvan de muziek onder het nationaalsocialisme als Entartete Musik werd bestempeld, zoals Alexander von Zemlinsky (Der König Kandaules bracht hij in wereldpremière in Hamburg in 1996), Egon Wellesz, Manfred Gurlitt, Ervín Schulhoff, Viktor Ullmann of Franz Schreker. Zijn uitgebreide discografie bevat naast vaste waarden als Beethoven en Dvořák werken van deze componisten en van o.a. Hans Werner Henze, Joep Franssens, Allan Pettersson, Volker David Kirchner, Othmar Schoeck en Aribert Reimann.
Albrecht was tweemaal getrouwd, eerst met de operazangeres Friederike Sailer, van wie hij later scheidde, en vervolgens met Ursula Schöffler, een nicht van de operazanger Paul Schöffler.